# Mesoginella pisinna
Mesoginella pisinna är en snäckart som beskrevs av B.A. Marshall 2004. Mesoginella pisinna ingår i släktet Mesoginella och familjen Marginellidae. Inga underarter finns listade i Catalogue of Life.